# Маттео Сальвіні
Маттео Сальвіні (італ. Matteo Salvini; нар. 9 березня 1973, Мілан, Ломбардія) — італійський політик. 2013 року став федеральним секретарем Ліги Півночі, змінивши на цій посаді Роберто Мароні. Міністр внутрішніх справ Італії і заступник прем'єр-міністра Італії з 1 червня 2018 до 5 вересня 2019 року в Першому уряді Джузеппе Конте.
Вивчав історію у Міланському університеті, але не закінчив навчання. 1990 року приєднався до Ліги Півночі. Працював редактором радіо Padania Libera і газети La Padania. З 1993 року був членом міської ради Мілана, 2004 року став членом Європарламенту. 2008 року обраний до Палати депутатів.

## Рання політична кар'єра
У 1990 році Сальвіні став членом Ліги Півночі, регіоналістського та сепаратистського руху, заснованого Умберто Боссі в 1989 році. У тому ж році він почав працювати журналістом в La Padania, офіційній газеті Ліги Півночі. У 1999 році він також працював на радіомовній компанії Lega Radio Padania Libera, а з липня 2003 він був зареєстрований як журналіст у списку професійних журналістів Італії.
У 1993 році він був обраний до міської ради Мілана і обіймав цю посаду до 2012 року. Хоча у 1997 році він брав участь у виборах у Паданні та був обраний у списку Comunisti Padani (Паданські комуністи), який отримав 5 місць. З наступного року його було обрано провінційним секретарем Ліги Мілана.
У 1999 році під час офіційного візиту президента Італії Карло Адзеліо Чампі до Мілана Сальвіні відмовився потиснути йому руку, заявивши, що Чампі не представляє його.

### Європейський парламент та місцевий лідер

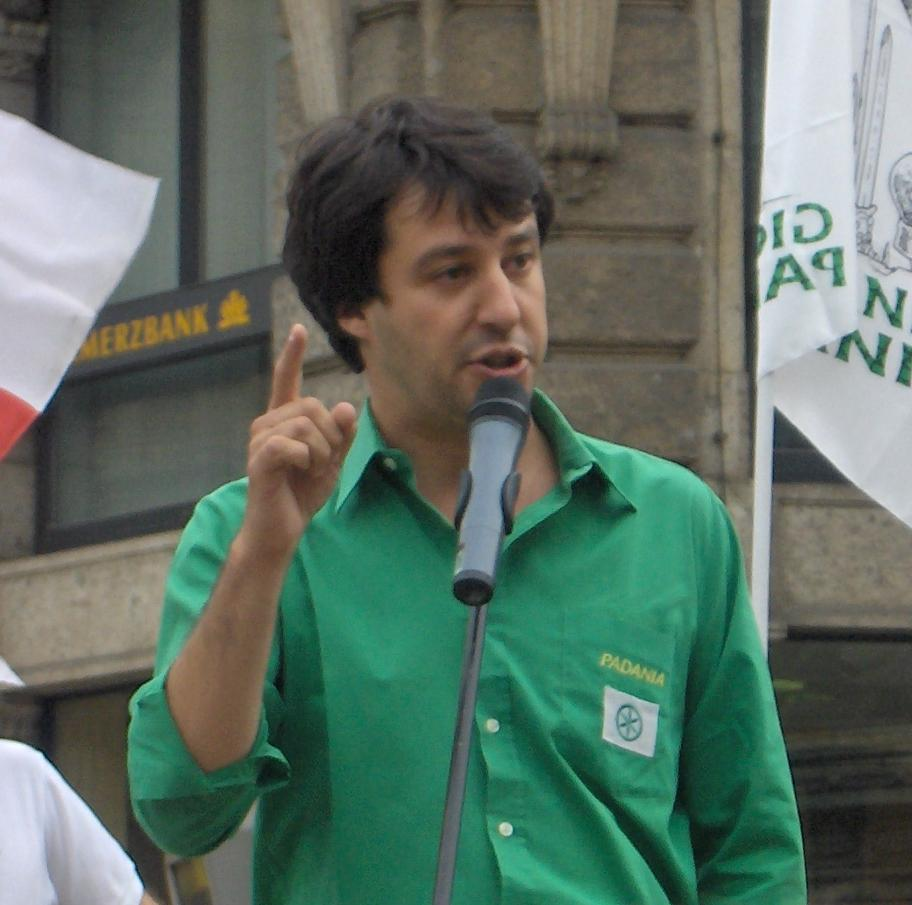
Салвіні під час мітінгу у 2006 році

Сальвіні був обраний з 14 000 голосів депутатом Європейського парламенту від Північно-Західного регіону у 2004 році та брав участь у Європейському парламенті у складі Non-Inscrits. Під час законодавчих зборів він обрав Франка Боссі, брата секретаря партії Умберто, як свого парламентського помічника.
У 2006 році він втратив свою посаду члена Європарламенту, і його місце зайняв Джан Паоло Гоббо. Потім Сальвіні був переобраний членом міської ради Мілана на муніципальних виборах того ж року, набравши понад 3000 голосів. У тому ж році він став заступником секретаря Ломбардської ліги разом із Марко Регуццоні та лідером партії у міській раді.
Він входив до складу Комітету Європейського парламенту з культури та освіти, заміщав Комітет з навколишнього середовища, громадської охорони здоров'я та безпеки харчових продуктів та був членом делегації у Спільному парламентському комітеті ЄС-Чилі. Він пішов із Європейського парламенту у листопаді 2006 року.
Сальвіні балотувався на загальних виборах 2008 року та був обраний до Палати депутатів від виборчого округу Ломбардія 1. Однак він пішов у відставку 13 липня 2009 після того, як був знову обраний до Європейського парламенту на червневих виборах. У парламенті він входив до групи «Європа за свободу та демократію».
Після переобрання у 2009 році депутатом Європарламенту він входив до складу Комітету з внутрішнього ринку та захисту прав споживачів і входив до складу делегації зв'язків з Індією та делегації зв'язків з Корейським півостровом. Він був заступником у Комітеті з міжнародної торгівлі та делегації у зв'язках з Південною Африкою. 2 червня 2012 року Сальвіні став федеральним секретарем Ломбардської ліги, перемігши Чезаріно Монті з 403 голосами проти 129. Після виборів 12 жовтня він вирішив залишити посаду лідера групи та члена міської ради після 19 років. Пізніше Сальвіні був обраний депутатом на загальних виборах 2013 року, але він відмовився від свого мандата в перший день законодавчих зборів, і його замінив Марко Рондіні; Сальвіні зберіг посаду депутата Європарламенту.
Після європейських виборів 2014 року, на яких він був переобраний, повернувся до Non-Inscrits. У червні 2015 року він брав участь у створенні нової групи «Європа націй і свободи», до якої також входили такі партії, як Французький національний фронт та Голландська партія свободи; він також був віце-президентом італійської делегації.

## Федеральний секретар Ліги Півночі
У вересні 2013 року Роберто Мароні, секретар Ліги та наставник Сальвіні, оголосив, що незабаром залишить керівництво партії. Через кілька тижнів Сальвіні висунув свою кандидатуру на перших виборах керівництва Ліги. З'їзд був призначений на середину грудня, і відповідно до нових правил, встановлених для виборів, заявки на посаду секретаря подали п'ять кандидатів: Умберто Боссі, Джакомо Стуккі, Манес Бернардіні, Роберто Стефанацці та Сальвіні. З них тільки Боссі та Сальвіні зібрали 1000 підписів членів партії, необхідних для участі у внутрішніх «праймеріз», а Сальвіні зібрав у чотири рази більше підписів, ніж Боссі.
7 грудня 2013 року Сальвіні, який розраховував на підтримку Роберто Мароні та більшості високопоставлених діячів партії (включаючи Флавіо Тозі, який відмовився від власної заявки), переміг Умберто Боссі, набравши 82 % голосів на праймеріз. Через тиждень його обрання було ратифіковано федеральним конгресом партії в Турині. При Сальвіні партія різко критично ставилася до Європейського Союзу, особливо до євро, який він назвав «злочином проти людяності». Напередодні виборів до Європейського парламенту 2014 р., Сальвіні почав співпрацювати з Марін Ле Пен, лідером Французького національного фронту, і Гертом Вілдерсом, лідером Голландської партії свободи.
У квітні 2014 року Сальвіні представив логотип партії на виборах до Європарламенту («Більше не євро»), щоб підкреслити євроскептицизм партії та бажання вийти з єврозони.
На виборах до Європарламенту партія отримала 6,2 % голосів та 5 депутатів Європарламенту. Результат був набагато гіршим, ніж на попередніх виборах до Європарламенту у 2009 р. (падіння на 4,0 %), але краще, ніж на загальних виборах 2013 р. (приріст на 2,1 %). Ліга посіла третє місце з 15,2 % голосів у Венето, випередивши Вперед, Італіє та інші партії, що виникли з неіснуючої Народної свободи, та четверте місце у Ломбардії з 14,6 %. Незважаючи на те, що партія програла П'ємонту демократам, після Роберто Котабув змушений піти у відставку, Сальвіні тріумфував, а успіх Массімо Бітончі на обранні мером Падуї, оплоту демократів, додав до успіхів.
Федеральний конгрес партії, скликаний у Падуї в липні, схвалив політичну позицію Сальвіні, особливо план запровадження фіксованого податку та створення братської партії у центральній та південній Італії та на островах. Регіональні вибори в регіоні Емілія-Романья, що відбулися в листопаді, стали важливим кроком для «національного проекту» Сальвіні: Ліга Півночі, яка набрала 19,4 % голосів, стала другою за величиною партією в регіоні і набагато випередила Вперед, Італію Сільвіо Берлусконі, допомагаючи прокладаючи шлях до того, щоб Ліга Півночі стала домінуючою правоцентристською партією. У грудні було запущено братню партію для південної Італії, США з Сальвіні (NcS).
Зростаюча популярність партії серед виборців відбивалася і в постійному зростанні опитувань громадської думки. Опитування Ipsos, проведене в грудні 2014 року, показало, що рейтинг схвалення Сальвіні збільшився з 28 % до 33 %, «зміцнивши його позиції як політичної сили, що зростає в Італії».
28 лютого 2015 року Сальвіні очолив мітинг у Римі на знак протесту проти нелегальної імміграції.
У березні 2015 року, після тривалої боротьби між двома основними лідерами венеціанської партії Флавіо Тозі та Лукою Дзайєю, підтримуваними Сальвіні з приводу формування списків для майбутніх регіональних виборів у Венето, Тозі було усунуто з посади національного секретаря Ліги Венети та звільнено взагалі від федеральної партії. Незважаючи на цю боротьбу, регіональні вибори 2015 р. стали ще одним успіхом для Ліги, особливо у Венето, де Лука Зайя було переобрано з 50,1 % голосів, а загальний бал партії та особистих списків Зайї становив 40,9 %. Партія також посіла друге місце в Лігурії з 22,3 %, друге місце в Тоскані з 16,2 %, третє місце в Марку з 13,0 % і третє місце в Умбрії з 14,0 %. Ліга ніколи раніше не набирала так багато голосів у цих п'яти регіонах.
Після місцевих виборів 2016 року, на яких партія не виправдала очікувань у Ломбардії (хоча досягла успіху у Венето — завдяки Зайє — а також в Емілії-Романьї та Тоскані), а NcS виступила погано, політична позиція Сальвіні зазнала тиску з боку Боссі, Мароні та особливо нещодавно обраного лідера Ліги Ломбарда Паоло Грімольді, який критикував правий поворот партії та її орієнтацію на Південь, відновлюючи при цьому федералістську та автономістську ідентичність ЛП.
Напередодні виборів керівництва 2017 року Сальвіні зосередився на тому, щоб стати лідером правоцентристів і, можливо, змінити назву Ліги Півночі, відмовившись від слова «північь». Паоло Гримольді, лідер Ліги Ломбарда, вирішив не балотуватися проти Сальвіні (і Мароні зберіг свій нейтралітет), та Джанні Фава, регіональний міністр сільського господарства Ломбардії у старій соціальній — демократичній традиції, оголосив про свою заявку, спрямовану на представництво федералістського/автономістського/сепаратистського крила партії. Фава, який виступав проти заборони наркотиків, виступав за громадянські союзи за одностатевих пар і, як і Боссі, проти Національного фронту (один із найбільш централістських і консервативних блоків у Європі).

## Загальні вибори 2018

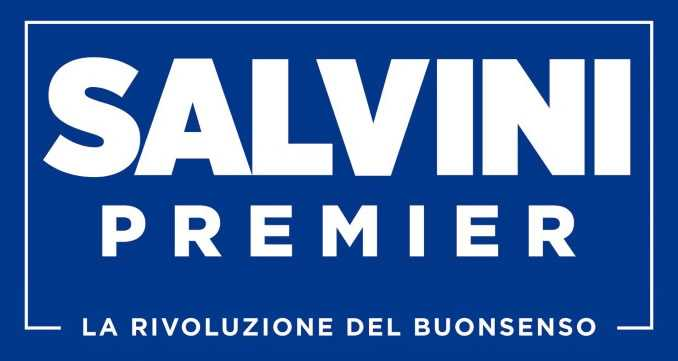
Логотип, обраний Сальвіні для виборчої кампанії 2018 року, натхненний логотипом кампанії Дональда Трампа на посаду президента у 2016 році.

21 грудня 2017 року Сальвіні представив новий передвиборчий логотип Ліги Півночі на загальних виборах 2018 року вперше з моменту заснування партія пройшла всіма округами країни, використовуючи логотип без слова «Північь».
Ліга досягла оглушливого успіху, ставши третьою за величиною партією в Італії з 17,4 % голосів.
Ліга стала партією з найбільшою кількістю голосів у правоцентристській коаліції, і, таким чином, Сальвіні був де-факто обраний лідером коаліції; правоцентристи отримали більшість місць у Палаті депутатів та Сенаті, однак жодна політична група чи партія не отримала абсолютної більшості, що призвело до підвішеного парламенту.
Після того, як стали відомі результати виборів, і Сальвіні, і голова «Руху п'яти зірок» Луїджі Ді Майо заявили, що вони заслужили на отримання від президента Серджіо Матарелли мандат на формування нового кабінету, оскільки очолювали, відповідно, найбільшу партію та найбільша коаліція. 6 березня Сальвіні повторив своє передвиборче послання про те, що його партія відмовиться від будь-якої коаліції з «Рухом п'яти зірок».
24 березня правоцентристська коаліція та Рух п'яти зірок домовилися про обрання президентів палат парламенту, Роберто Фіцо з Р5З до палати депутатів та Марії Елізабетти Альберті Казелаті з Вперед, Італіє до сенату.
7 травня президент Маттарелла провів третій раунд переговорів щодо формування уряду, після чого офіційно підтвердив відсутність будь-якої можливої більшості. Рух п'яти зірок відмовлявся від союзу з усією правоцентристською коаліцією, Демократична партія відкидала союз як з Рухом п'яти зірок, так і з правоцентристською коаліцією, а Ліга відмовлялася увійти до уряду з Рухом п'яти зірок без партії Сільвіо Берлусконі Вперед, Італіє (але присутність якої в уряді було накладено вето Луїджі Ді Майо).
Відтак Маттарелла оголосив про свій намір найближчим часом призначити «нейтральний уряд» (незалежно від відмови M5S та Ліги підтримати такий варіант). Це замінить кабінет Паоло Джентілоні], який вважався нездатним привести Італію до других виборів поспіль, оскільки він представляв більшість із минулих законодавчих зборів та пропонував дострокові вибори в липні (на перших в історії літніх загальних виборах). в Італії) як реальний варіант для розгляду у зв'язку з тупиковою ситуацією. «Ліга» та M5S домовилися про проведення нових виборів 8 липня, проте цей варіант був відкинутий рештою всіх партій.
9 травня після дня чуток і Сальвіні, і Ді Майо офіційно зажадали, щоб президент Матарелла дав їм ще 24 години для укладання урядової угоди між двома сторонами. Того вечора Сільвіо Берлусконі публічно оголосив, що його партія не підтримає уряд «Руху п'яти зірок» — Ліги на вотумі довіри, проте він, як і раніше, підтримуватиме правоцентристський альянс, тим самим відкриваючи двері для можливого уряду більшості між двома сторонами.
13 травня Рух п'яти зірок та Ліга досягли принципової угоди щодо урядової програми, що, ймовірно, відкрив шлях для формування правлячої коаліції між двома партіями, але не змогли дійти згоди щодо членів урядового кабінету. головне прем'єр-міністр. Лідери Руху п'яти зірок та Ліги зустрілися з Матареллою 14 травня, щоб керувати формуванням нового уряду. На зустрічі з президентом Маттареллою обидві сторони запросили додатковий тиждень переговорів для узгодження докладної урядової програми та прем'єр-міністра, який очолить спільний уряд. І Р5З, і Ліга оголосили про свій намір попросити своїх членів проголосувати за урядову угоду на вихідні.
21 травня 2018 Ді Майо і Сальвіні запропонували професора приватного права Джузеппе Конте на посаду прем'єр-міністра Італії в 2018 році, незважаючи на повідомлення в італійській пресі про те, що президент Матарелла все ще значні застереження щодо напряму нового уряду. 23 травня 2018 р. Конте було запрошено до Квіринальського палацу для отримання президентського мандату на формування нового кабінету. У традиційній заяві після призначення Конте сказав, що він буде «захисником італійського народу».
Проте 27 травня Конте відмовився від своєї посади через конфлікти між Сальвіні та президентом Матареллою. Насправді Сальвіні запропонував університетського професора Паоло Савона на посаду міністра економіки та фінансів, але Маттарелла рішуче виступив проти нього. У своєму виступі після відставки Конте Матарелла заявив, що обидві партії хочуть вивести Італію з єврозони, і як гарант італійської Конституції, інтересів та стабільності країни він не може цього допустити. Більше того, у тому ж виступі він підтвердив, що про можливу відмову від євро під час передвиборчої кампанії ніколи не заявлялося.
Наступного дня Маттарелла доручив Карло Коттареллі, колишньому директору Міжнародного валютного фонду, сформувати новий уряд. 28 травня 2018 року Демократична партія оголосила, що утримається від голосування за Коттареллі, тоді як Рух п'яти зірок та правоцентристські партії Вперед, Італіє, Brothers of Italy (FdI) та Ліга оголосили про своє голосування проти.
Очікувалося, що Коттареллі представить свій список міністрів на затвердження президентові Маттареллі 29 травня. Проте 29 та 30 травня він провів лише неофіційні консультації з президентом, очікуючи на формування «політичного уряду». Тим часом Маттео Сальвіні та Луїджі Ді Майо оголосили про свою готовність відновити переговори про формування політичного уряду; Джорджія Мелоні, лідер Брати Італії, підтримала цю ініціативу. 31 травня Рух п'яти зірок і Ліга досягли угоди про новий уряд без Паоло Савони як міністр фінансів (який натомість стане міністром у європейських справах) і з Джузеппе Конте у його голові.

## Діяльність в уряді Джузеппе Конте

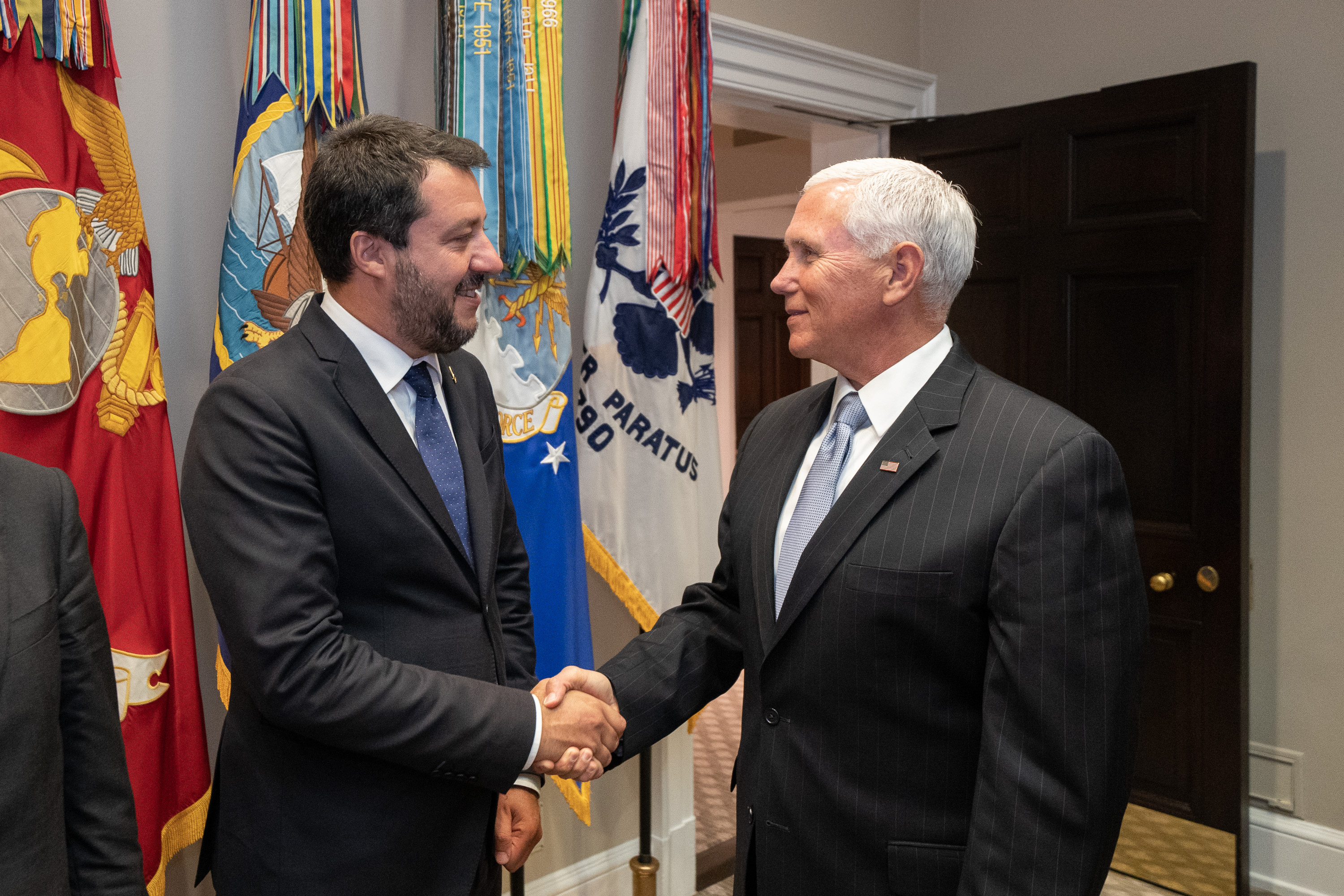
Сальвіні з віцепрезидентом США Майком Пенсом у 2019

1 червня 2018 року Маттео Сальвіні був приведений до присяги як заступник прем'єр-міністра та міністра внутрішніх справ. Він відразу ж заявив, що його головна мета — різко скоротити кількість нелегальних іммігрантів до Італії. На початку його перебування на посаді численні засоби масової інформації зазначали, що, незважаючи на молодший статус Сальвіні в правлячій коаліції, він поставив себе в ролі навіть більш домінуючою, ніж Конте, і, здавалося, визначав порядок денний Італії. ЗМІ також відзначили «кмітливу присутність Сальвіні в соціальних мережах».
18 червня 2018 року Сальвіні оголосив, що уряд проведе перепис циган в Італії з метою депортації всіх, хто не перебуває в країні на законних підставах. Однак цей захід був розкритикований як неконституційний і проти нього виступили всі опозиційні партії, а також деякі члени Р5З.
19 червня 2018 року Сальвіні оголосив про свій намір провести примусовий расовий перепис італійців для реєстрації ромів, заявивши, що роми, які є італійцями, «на жаль» не можуть бути депортовані. Це спричинило обурення в Італії, оскільки расова реєстрація заборонена конституцією Італії. Прем'єр-міністр Італії Джузеппе Конте змусив Сальвіні відмовитись від пропозиції. Лідер опозиції Маттео Орфіні у відповідь запропонував Сальвіні провести «перепис расистів та фашистів»

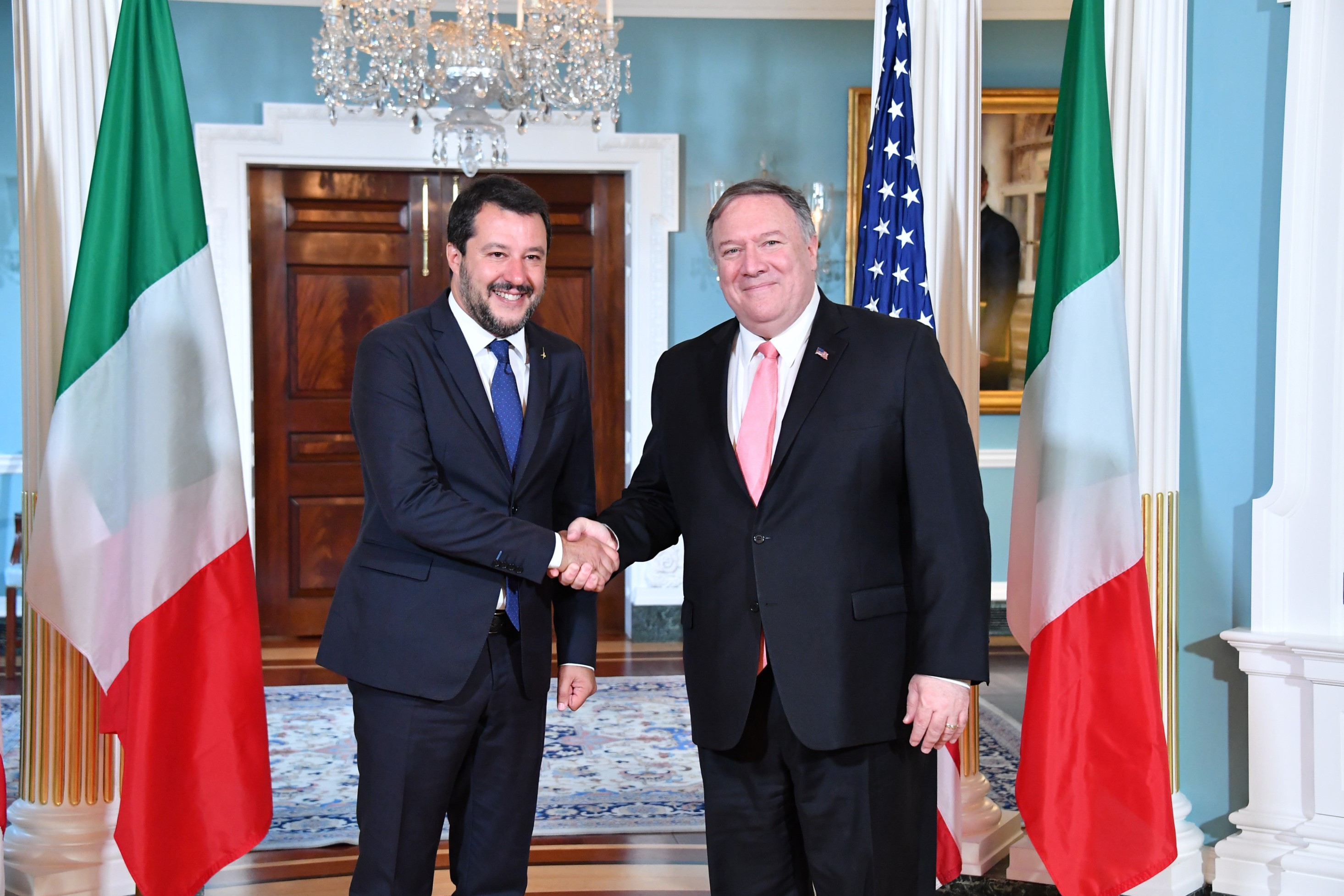
Сальвіні з Державним секретарем США Майком Помпео у 2019

У серпні 2019 року Сальвіні оголосив вотум недовіри прем'єр-міністру Джузеппе Конте після зростання напруженості всередині більшості. Багато політологів розцінили вотум недовіри як спробу Сальвіні викликати заклик до дострокових виборів, на яких він міг би стати наступним прем'єр-міністром Італії. 20 серпня, після парламентських дебатів, під час яких Конте різко звинуватив Сальвіні в тому, що він політичний опортуніст, який «спровокував політичну кризу тільки у своїх особистих інтересах», прем'єр-міністр подав у відставку зі своєї посади президенту Маттареллі. Передбачуваний гамбіт Сальвіні провалився, оскільки Конте успішно провів переговори про формування нового кабінету з лівоцентристськими Демократичною партією.

## Лідер опозиції (2019—2021)
Після формування другого уряду Конте Сальвіні часто критикував новий уряд за його погляди на імміграцію. Під час пандемії COVID-19 він розкритикував плани Конте використати Європейський стабілізаційний механізм для стимулювання економіки.

## Уряд Маріо Драґі

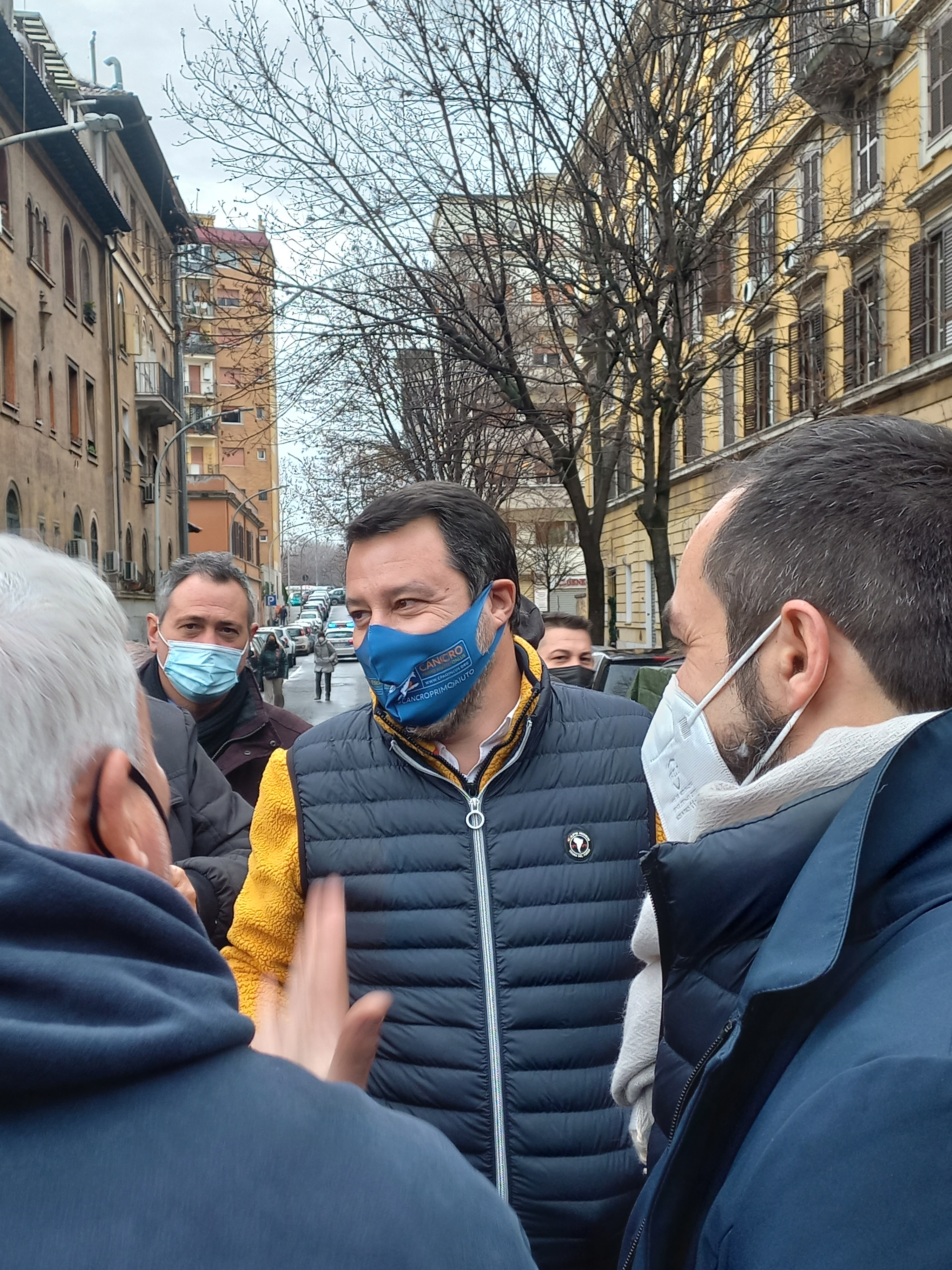
Сальвіні у 2022 році

У лютому 2021 року Сальвіні підтримав приєднання Ліги до уряду національної єдності колишнього президента Європейського центрального банку Маріо Драґі разом із Демократичною партією, Рухом п'яти зірок, Вперед, Італіє іншими другорядними центристськими та лівоцентристськими партіями. Це сталося, незважаючи на явно проєвропейську позицію Драґі. Права партія «Брати Італії» на чолі з Джорджією Мелоні, партнером Ліги Сальвіні з правоцентристської коаліції, не підтримала уряд Драгі, що зробило ії головною опозиційною партією.
22 жовтня 2021 року Сальвіні був записаний під час зустрічі за зачиненими дверима, на якій він сказав, що партія Джорджії Мелоні «Брати Італії» «має залишатися опозицією, не ламаючи собі яйця». Він також визнав поразку на місцевих виборах в Італії в 2021 році, заявивши, що «коли ви ганебно програєте, відстаючи на 30 очок у деяких великих містах, святкувати особливо нічого.» Пізніше Сальвіні стверджував, що сміявся над записом у листуванні з Мелоні в WhatsApp

## Юридичні проблеми
У лютому 2020 року Сенат офіційно санкціонував судовий процес проти Сальвіні у справі італійського корабля берегової охорони Грегоретті, в якому він, будучи на той час міністром внутрішніх справ, був звинувачений у викраденні врятованих мігрантів, заборонивши кораблю швартуватись у порту Огаста, Сицилія. Суддя в Катанії в травні 2021 р. закрив справу, заявивши, що жодного злочину не було скоєно, інцидент не був викраденням і що шестиденна заборона Сальвіні на переселення мігрантів в інші країни ЄС дозволена міжнародними законами.
30 липня 2020 року Сенат санкціонував (149 голосами проти 141) другий судовий процес проти Сальвіні у справі «Розкинута зброя», де він також звинувачується в викраденні мігрантів після того, як рятувальний корабель неурядової організації зупинився біля берегів Сицилії в серпні 2019. Сальвіні виступив на захист претензій і сказав, що його дії обмежувалися захистом Італії. «Захищати Італію — не злочин. Я пишаюся цим, я зробив би це знову і зроблю це знову», — сказав Сальвіні.
У травні 2021 року суддя попереднього слідства зняв із Сальвіні звинувачення у підбурюванні. Його звинуватили у заклику до насильства проти Кароли Ракеті за те, що вона назвала її злочинницею. Слідство встановило, що не несе відповідальності за отримання їй загроз смертю від інших.
Також у травні 2021 року Сальвіні подав до суду на медіа-магната Карло Де Бенедетті за наклеп у Кунео, П'ємонт. Де Бенедетті, єврей, назвав Сальвіні антисемітом.
У жовтні 2021 року в Палермо, Сицилія, розпочався другий судовий процес над Сальвіні за звинуваченням у викраденні мігрантів. Американський актор Річард Гір був викликаний Open Arms як свідок, оскільки він піднявся на борт їхнього рятувального катера на знак солідарності з екіпажем та пасажирами.

## Особисте життя
У 2001 році Маттео Сальвіні одружився з Фабрицією Ієлуцці, журналісткою, яка працювала на приватній радіостанції, від якої в 2003 році у нього народилася дитина Федеріко. Після розлучення у нього народилася дочка Мірта від його співмешканки Джулії Мартінеллі в 2012 році. Пізніше він побрався з Елісою Ізоарді, популярною телеведучою. Після майже трьох років відносин Ісоарді оголосив про свій розрив у листопаді 2018 через посаду в Instagram. Станом на березень 2019 року Сальвіні заручений із Франчеською Вердіні, дочкою політика Дені Вердіні.
Маттео Сальвіні — католик.
Сальвіні є активним уболівальником футбольного клубу «Мілан».

## Погляди у зовнішній політиці

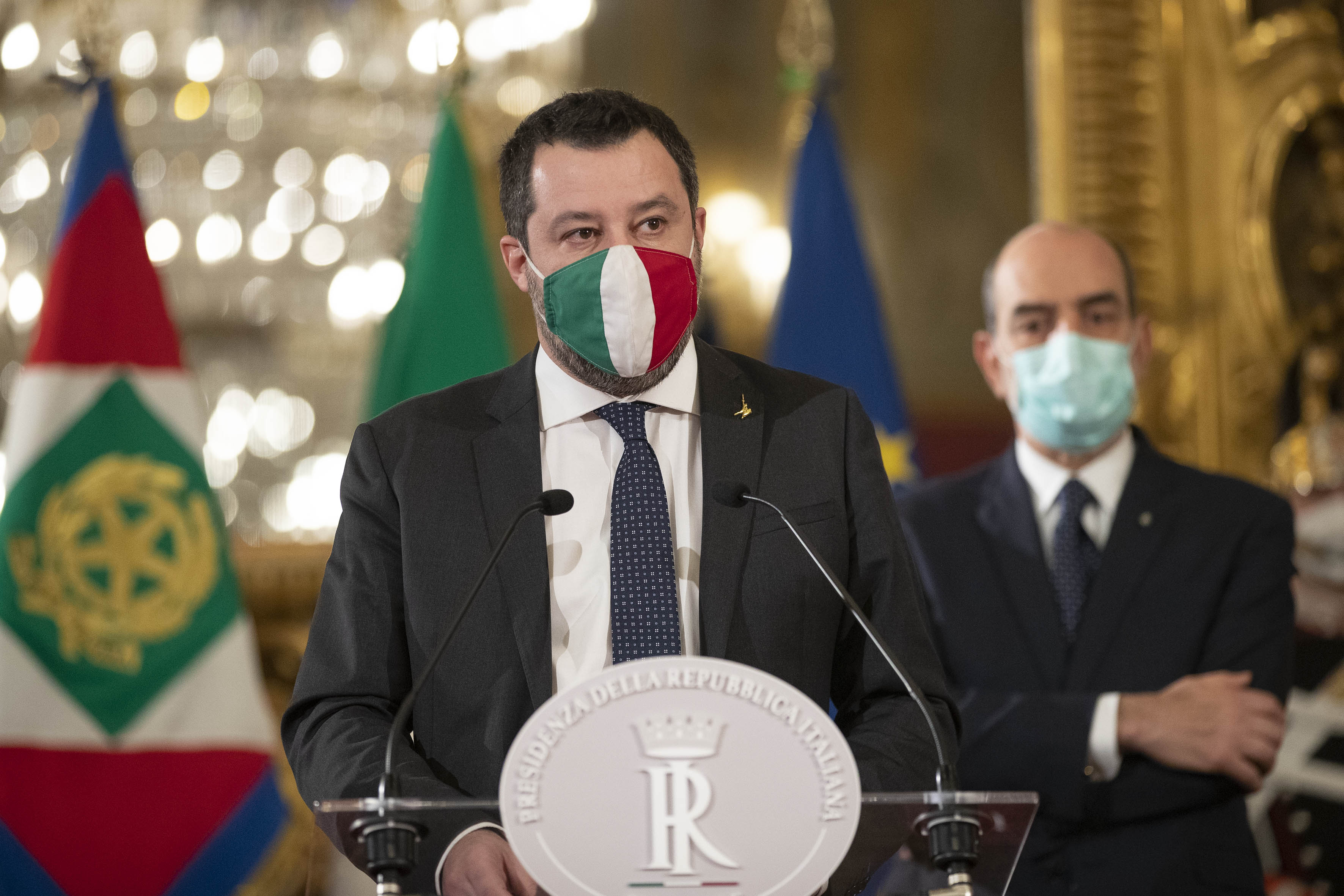
Маттео Сальвіні в 2021 році

У зовнішній політиці він виступав проти вступу Туреччини до Європейського Союзу, критикував Саудівську Аравію за її поводження з жінками, виступав проти міжнародного ембарго проти Росії у 2014, і підтримував економічне відкриття Східної Європи та в країн Азії, такі як Індія, Китай та Північна Корея.
Сальвіні звинуватив Францію в «крадіжці багатства» з колишніх африканських колоній та породженні масової міграції до Європи. Він також сказав, що «Франція не зацікавлена в стабілізації ситуації в Лівії, тому що вона має нафтові інтереси, протилежні інтересам Італії». Після справи MV Enrica Lexie Сальвіні закликав до вислання посла Індії в Італії та початку військової операції з евакуації двох затриманих італійських морських піхотинців, які звинувачуються Індією у стрільбі.
Сальвіні підтримував блокаду Катару під керівництвом Саудівської Аравії до вступу на посаду на тій підставі, що Катар фінансував тероризм. Ставши заступником прем'єр-міністра, він також похвалив Саудівську Аравію як «елемент стабільності та надійності як у двосторонніх відносинах, так і як гравець на більш спільній близькосхідній шахівниці» і пообіцяв розширити безпеку, економічний, торговий і культурний зв'язок з Королівством. Однак пізніше він змінив свою позицію, вихваляючи Катар за його «баланс» у порівнянні з «екстремізмом» Саудівської Аравії і заохочуючи катарські інвестиції в Італію, виступаючи проти інвестиційних пропозицій Саудівської Аравії в Італії і засудити рішення провести фінал Supercoppa Italiana у Саудівській Аравії як «огидне». Сальвіні закликав до зміцнення зв'язків Італії з Марокко, назвавши його «найстабільнішою країною в усьому Середземномор'ї» та критикуючи резолюцію ЄС, у якій Марокко звинувачується у використанні міграції як політичного тиску на Іспанію.
Сальвіні критикував іранську політику щодо Ізраїлю і висловлював скептицизм щодо ядерної угоди з Іраном. Однак новим санкціям він віддає перевагу діалогу. Він вважає «Хезбаллу» терористичною організацією, що суперечить офіційній позиції італійського уряду. Він підтримав визнання Єрусалима столицею Ізраїлю, а в січні 2020 р. заявив про свою підтримку перенесення до міста посольства Італії в Ізраїлі. 12 грудня 2018 р. прем'єр-міністр Ізраїлю Біньямін Нетаньяху привітав його як «великого друга Ізраїлю».
Сальвіні також підтримав кандидата від Республіканської партії на президентських виборах у США у 2016 році Дональда Трампа, з яким він зустрівся у квітні 2016 року у Філадельфії. Декілька інформаційних агентств порівняли його та його погляди з поглядами Трампа. У вересні 2018 року Сальвіні заявив про свою підтримку Руху, європейської популістської групи, заснованої колишнім головним стратегом Трампа Стівом Бенноном.
У вересні 2018 року Сальвіні підтримав кандидата від консерваторів-націоналістів Жаїра Болсонару на президентських виборах у Бразилії того ж року. У травні 2021 року виступив на з'їзді португальської націоналістичної партії «Чега», заявивши, що хоче об'єднати європейських популістів, консерваторів та ідентитаристів проти соціалістів та комуністів.

## Проросійська риторика
Маттео Сальвіні часто дорікають через його проросійські погляди. Так не рідко в українських ЗМІ його називають «Другом Кремля». І є за що.
У липні 2018 року в інтерв'ю для The Washington Post Сальвіні заявив, що Росія на законних підставах «приєднала» український Крим, а також назвав події на Майдані «фальшивої революцією, яка фінансується іноземними державами» — що прямо збігається з риторикою російської пропаганди
«Є деякі історично російські зони з російською культурою і традиціями, які законно належать Російської Федерації» — просторікував тоді чиновник.
Після цих висловлюваннь Президент України Петро Порошенко запросив його на власні очі переконатися у злочинах, що творяться російськими окупаційними військами на Донбасі.
У 2014 та 2016 роках незаконно відвідував окупований Крим, і за що йому було заборонено в'їзд в Україну строком на 3 роки. У тому ж інтерв'ю у липні 2018 року він заявив, що: "Був референдум, і 90 відсотків людей проголосували за повернення Криму до складу Російської Федерації' — відповідаючи на ремарку журналіста про незаконність псевдореферендуму в 2014 році.
Сальвіні також не приховує своєї прихильности скасування європейських санкцій проти РФ, «тому що вони не довели свою користь, і, згідно з даними, вони завдали шкоди італійському експорту».
Сальвіні часто дорікають що його партія Лігу Півночі фінансується з боку партії Володимира Путіна «Єдина Росія». Сам він ці думки заперечує і називає «фейковими новинами».
Проте, не зважаючи на заперечення самим Сальвіні, два радники пропутінського віцепрем'єра Італії на регулярній основі літають до Москви. Про це йдеться в спільному розслідуванні The Insider, Bellingcat і BuzzFeed. Один із них — Джанлука Савоїні, чий голос було ідентифіковано на записах секретних переговорів в одному з готелів Москви, під час яких обговорювали відкати від нафтових угод. Частина коштів — десятки мільйонів євро — повинна була дістатися партії Сальвіні «Ліга Півночі», щоб допомогти їй на виборах в Європарламент. Інший радник Сальвіні, який регулярно літає в Москву, — Клаудіо Д'Аміко. Це партнер Савоїні по бізнесу, в 2016 році вони разом заснували в Росії консалтингову компанію «Оріон».
Так згідно з даними бази бронювання авіаквитків, у 2015 році Савоїні літав до Росії 5 разів, у 2016-му — 9, у 2017-му — 7 разів, а у 2018-му — щонайменше 14 разів. Тоді журналісти припустили, що цими літаками Савоїні міг везти з Росії до Італії готівку..
З початком широкомасштабної війни в Україні позиція Сальвіні як одного з найрішучіших прихильників президента Росії Володимира Путіна в Європі була поставлена під сумнів.Хоч він і висловив співчуття Україні, але так і не зміг назвати Російську Федерацію винуватцем конфлікту.
На початку березня 2022 року Сальвіні приїхав до Польщі для допомоги біженцям з України. Він мав спільну пресконференцію з мером Перемишля Войцехом Бакуном перед залізничним вокзалом, де розташований пункт прийому біженців з України, однак вона завершилася всього через дві хвилини.
Бакун на початку свого виступу наголосив що місцева влада співпрацює з багатьма організаціями Італії та отримує велику допомогу від громадян Італії. Тоді мер Перемишля звернувся до Сальвіні, сказавши, що має особисте послання до нього.
«У мене є для нього подарунок, я хотів би, щоб сенатор вирушив на кордон або в один із центрів для біженців у цій футболці», — сказав Бакун, витягнувши білу футболку із зображенням Путіна та написом «Армія Росії». У схожій футболці Сальвіні був сфотографований у минулому біля Кремля.
Мер Перемишля намагався віддати футболку італійцеві, але той її не прийняв. Відео інциденту, яке демонструє незручну ситуацію для Сальвіні, стало вірусним у мережі. Втім він все ж сказав що збирається відвідати Україну, але станом на серпень так і не відвідав.
У червні 2022 року знов розгорнувся скандал довкола Сальвіні. Лідер ультраправої партії в Італії збирався поїхати в Москву за російські гроші. Маттео Сальвіні був змушений скасувати поїздку, яку він називав «місією миру», після критики з боку партнерів в італійському уряді, яких він про свої плани не повідомив. У червні посольство Росії в Італії повідомило, що запросило Сальвіні з делегацією до Москви 29 травня і оплатило його переліт російською компанією «Аерофлот» через Стамбул. Коли поїздка була скасована, Сальвіні повернув кошти російській стороні.